# Списак награда и номинација Ашера
Ашер је амерички пјевач и глумац. Потписао је за издавачку кућу LaFace рекордс и објавио је дебитантски студијски албум назват по себи Usher (1994). До славе је дошао након објављивања албума My Way (1997), док су пјесме "You Make Me Wanna" и "My Way" номиноване за Греми, за најбоље мушке вокалне R&B перфомансе. Добио је прву МТВ номинацију, за најбољи R&B видео, за пјесму "My Way" и три билборд музичке награде, укључујући награду за топ извођача 1998. године. Такође је номинован за NAACP награду за изванредног глумца за његову улогу у сапуници The Bold and the Beautiful 1999.
На албуму 8701 (2001) нашле су се пјесме "U Remind Me", "U Got It Bad" и "U Don't Have to Call". Акбум је донио Ашеру прве двије MOBO награде, док је сингл "Pop Ya Collar" такође номинован 2001. Освојио је своја прва два Гремија, за мајбоље мушке R&B вокалне перфомансе; прве двије Тин чојс авордс награде и прву BET награду за најбољег мушког R&B извођача 2002. и 2003. године.
Албум Confessions (2004) произвео је пјесме "Yeah!", "Burn", "Confessions Part II", "My Boo" и "Caught Up". Освојио је 11 Билбордових награда, укључујући награду за најбољи албум, четири Америчке музичке награде, четири Тин чојс награде, три Ворлд мјузик награде, три Радио музичке награде и и двије МТВ награде 2004. године. Зарадио је осам номинација за награду Греми, освојивши три, награду за најбољи савремени R&B албум, најбољу Rap/Sung сарадњу и Греми за најбоље R&B перфомансе дуа или групе са вокалима. Добио је пет Soul Train награда, укључујући Семи Дејвис јуниор награду за забављача године и именован је човјеком године, на Гламур награди 2005. године.
Пјесма "Love in This Club" са албума Here I Stand из 2008. номинована је за најбољи мушки видео 2008. године. Пјесма "OMG" са албума Raymond v. Raymond из 2010. добио је Билбордову награду за топ R&B пјесму; добио је награду за најбољи савремени R&B албум, док је за пјесму "There Goes My Baby" за за мајбоље мушке R&B вокалне перфомансе, такође поставивши и Гинисов рекорд. Освојио је Америчку музичку награду за омиљеног мушког соул /R&B извођача 2011. године. Пјесма "Climax" са албума Looking 4 Myself (2012) номинована је за "Ашфорд и Симпсон награду за најбољи текст" 2012. године и добио је Греми за Најбоље R&B перфомансе 2013.
Ашерова признања укључују осам Гремија, 18 Билбордових музичких награда, 9 Соул трејн музичких награда, 8 Америчких музичких награда, 7 Тин чојс награда, 4 BET награде и 4 Свјетске музичке награде. За своје доприносе музици, примио је Musical Arts награду на BET наградама, Златну ноту на ASCAP наградама, а такође је примљен у музичку галерију славних Џорџије и Ход славних Холивуда. Изван музике, примио је признања као што су признање Националног грађанског музеја, за његов добротворни рад и освојену НБА лигу са Кливленд кавалирсима, као један од власника. Укупно има 147 маграда од 417 номинација.

## Америчке музиче награде
Америчке музичке награде су годишња церемонија награда, коју је креирао Дик Кларк 1973. године.
| Година | Номиновани рад    | Нагада                          | Резултат   | Реф.  |
| ------ | ----------------- | ------------------------------- | ---------- | ----- |
| 2004.  | Ашер              | Умјетник године                 | Номинација | [ 1 ] |
| 2004.  | Ашер              | Омиљени соул /R&B мушки извођач | Освојено   | [ 1 ] |
| 2004.  | Ашер              | Омиљени поп/рок мушки извођач   | Освојено   | [ 1 ] |
| 2004.  | Confessions       | Омиљени соул/R&B албум          | Освојено   | [ 1 ] |
| 2004.  | Confessions       | Омиљени поп/рок албум           | Освојено   | [ 1 ] |
| 2008.  | Ашер              | Омиљени соул/R&B мушки извођач  | Номинација | [ 2 ] |
| 2008.  | Ашер              | Омиљени поп/рок музички извођач | Номинација | [ 2 ] |
| 2010.  | Ашер              | Омиљени поп/рок музички извођач | Номинација | [ 3 ] |
| 2010.  | Ашер              | Омиљени соул /R&B мушки извођач | Освојено   | [ 3 ] |
| 2010.  | Raymond V Raymond | Омиљени соул/R&B албум          | Освојено   | [ 3 ] |
| 2011.  | Ашер              | Омиљени соул /R&B мушки извођач | Освојено   | [ 4 ] |
| 2012.  | Ашер              | Омиљени соул /R&B мушки извођач | Освојено   | [ 5 ] |
| 2012.  | Ашер              | Омиљени поп/рок мушки извођач   | Номинација | [ 5 ] |
| 2012.  | Looking 4 Myself  | Омиљени соул /R&B албум         | Номинација | [ 5 ] |

## ASCAP награде
ASCAP награде додјељују се сваке године од стране Америчког друштва композитора, аутора и издавача.

### ASCAP поп награде
ASCAP поп музичке награде додјељују се текстописцима и издавачима најслушанијих поп пјесама.
| Година | Номиновани рад                   | Награда               | Реф.   |
| ------ | -------------------------------- | --------------------- | ------ |
| 2003.  | "U Got It Bad"                   | Најпопуларнија пјесма | [ 6 ]  |
| 2005.  | "Burn"                           | Најпопуларнија пјесма | [ 7 ]  |
| 2005.  | "Confessions Part II"            | Најпопуларнија пјесма | [ 7 ]  |
| 2006.  | "My Boo"                         | Најпопуларнија пјесма | [ 8 ]  |
| 2012.  | "More"                           | Најпопуларнија пјесма | [ 9 ]  |
| 2013.  | "Without You" (са Давидом Гетом) | Најпопуларнија пјесма | [ 10 ] |
| 2013.  | "Scream"                         | Најпопуларнија пјесма | [ 10 ] |

### ASCAP ритам и соул награде
ASCAP награђује своје чланове у серији годишњих награда у седам различитих категорија: поп, ритам и соул, филм и телевизија, Латино, државна, хришћанска и концертна музика.
| Година | Номиновани рад                                | Награда                              | Реф.   |
| ------ | --------------------------------------------- | ------------------------------------ | ------ |
| 2005.  | "Burn"                                        | Награђиване R&B/хип хоп пјесме       | [ 11 ] |
| 2005.  | "My Boo" (са Алишом Киз)                      | Награђиване R&B/хип хоп пјесме       | [ 11 ] |
| 2005.  | "Confessions Part II"                         | Награђиване R&B/хип хоп пјесме       | [ 11 ] |
| 2006.  | "My Boo" (са Алишом Киз)                      | Награђиване R&B/хип хоп пјесме       | [ 12 ] |
| 2009.  | "Love In This Club" (са Young Jeezy)          | Награђиване R&B/хип хоп пјесме       | [ 13 ] |
| 2010.  | "Here I Stand"                                | Награђиване R&B/хип хоп пјесме       | [ 14 ] |
| 2010.  | 'Trading Places"                              | Награђиване R&B/хип хоп пјесме       | [ 14 ] |
| 2011.  | "Hey Daddy (Daddy's Home)"                    | Награђиване R&B/хип хоп пјесме       | [ 15 ] |
| 2011.  | "Papers"                                      | Награђиване R&B/хип хоп пјесме       | [ 15 ] |
| 2013.  | Ашер                                          | Златна нота                          | [ 16 ] |
| 2013.  | "Climax"                                      | Побједничке R&B/хип хоп и реп пјесме | [ 17 ] |
| 2013.  | "Lemme See" (са Риком Росом)                  | Побједничке R&B/хип хоп и реп пјесме | [ 17 ] |
| 2015.  | "Good Kisser"                                 | Побједничке R&B/хип хоп и реп пјесме | [ 18 ] |
| 2015.  | "New Flame" (са Крисом Брауном и Риком Росом) | Побједничке R&B/хип хоп и реп пјесме | [ 18 ] |
| 2016.  | Побједничке R&B/хип хоп и реп пјесме          | [ 19 ]                               |        |

## Би-Би-Си Музичке награде
Би-Би-Си Музичке награде су годишње музичке поп награде, које се додјељују сваког децембра од стране часописа Би-Би-Си, као прослава музичких постигнућа претходних 12 мјесеци. Догађајем управља Би-Би-Сијева музичка дивизија, Би-Би-Си мјузик.
| Година | Наступ   | Награда                              | Резултат   | Реф.   |
| ------ | -------- | ------------------------------------ | ---------- | ------ |
| 2016.  | "Climax" | Би-Би-Си радио 1 уживо наступ године | Номинација | [ 20 ] |

## BET награде
BET награде су креиране 2001. године, од стране телевизије Бет (Black Entertainment Television), да би прославили Афроамериканце и друге мањине у музици, глуми, спорту и другим пољима забаве. Ашер је освојио четири награде од 11 номинација.
| Година | Номиновани/рад                                | Награда                       | Резултат   | Реф.   |
| ------ | --------------------------------------------- | ----------------------------- | ---------- | ------ |
| 2002.  | Ашер                                          | Најбољи мушки R&B извођач     | Освојено   | [ 21 ] |
| 2002.  | "U Got It Bad"                                | Видео године                  | Номинација | [ 22 ] |
| 2004.  | Ашер                                          | Најбољи мушки R&B извођач     | Освојено   | [ 23 ] |
| 2004.  | "Yeah" (са Лудакрисом и Лил Џоном)            | Избор публике                 | Освојено   | [ 23 ] |
| 2004.  | "Yeah" (са Лудакрисом и Лил Џоном)            | Видео године                  | Номинација | [ 24 ] |
| 2004.  | "Yeah" (са Лудакрисом и Лил Џоном)            | Најбоља сарадња               | Номинација | [ 24 ] |
| 2005.  | "My Boo" (са Алишом Киз)                      | Најбоља сарадња               | Номинација | [ 25 ] |
| 2005.  | Ашер                                          | Најбои мушки R&B извођач      | Освојено   | [ 25 ] |
| 2010.  | Ашер                                          | Најбои мушки R&B извођач      | Номинација | [ 26 ] |
| 2011.  | Ашер                                          | Најбои мушки R&B извођач      | Номинација | [ 27 ] |
| 2012.  | Ашер                                          | Најбои мушки R&B извођач      | Номинација | [ 28 ] |
| 2012.  | "Climax"                                      | Видео године                  | Номинација | [ 28 ] |
| 2013.  | Ашер                                          | Најбољи мушки R&B извођач     | Номинација | [ 29 ] |
| 2015.  | Ашер                                          | Најбољи мушки R&B/поп извођач | Номинација | [ 30 ] |
| 2015.  | "New Flame" (са Крисом Брауном и Риком Росом) | Видео године                  | Номинација | [ 30 ] |
| 2015.  | "New Flame" (са Крисом Брауном и Риком Росом) | Најбоља сарадња               | Номинација | [ 30 ] |
| 2017.  | Usher                                         | Најбољи мушки R&B/поп извођач | Номинација | [ 31 ] |
| 2017.  | "Party" (са Крисом Брауном и Гучи Манеом)     | Најбоља сарадња               | Номинација | [ 32 ] |
| 2017.  | "Crush" (са Јуном)                            | Централна награда             | Номинација | [ 33 ] |

### BET одликовање
BET одликовање покренуто је 2008. године, од стране телевизије Бет (Black Entertainment Television), да награди животно дјело и постигнућа Афроамеричких . Одликовање се додјељује годишње на каналу Бет, током Мјесеца црне историје.
| Година | Номиновани/рад | Награда                      | Реф.   |
| ------ | -------------- | ---------------------------- | ------ |
| 2015.  | Ашер           | Награда за Музичку умјетност | [ 34 ] |

## Билбордове нааграде

### Билборд музичке награде
Билборд музичке награде спонзорисане су од стране часописа Билборд и одржавају се сваке године у децембру. Награде су базиране на основу података о продаји од стране Nielsen Broadcast Data Systems.
| Година | Номиновани рад              | Награда                               | Резултат   | Реф.          |
| ------ | --------------------------- | ------------------------------------- | ---------- | ------------- |
| 1998.  | Usher                       | Извођач године                        | Освојено   | [ 36 ]        |
| 1998.  | Usher                       | Извођач године хот 100 синглова       | Освојено   | [ 36 ]        |
| 1998.  | Usher                       | R&B/хип хоп извођач године            | Освојено   | [ 36 ]        |
| 1998.  | Usher                       | Извођач године R&B/хип хоп синглова   | Номинација | [ 37 ]        |
| 1998.  | "Nice & Slow"               | R&B/хип хоп Ерплеј сингл године       | Номинација | [ 37 ]        |
| 1998.  | My Way                      | Мушки албум године                    | Номинација | [ 37 ]        |
| 2002.  | Ашер                        | Мушки извођач године                  | Номинација | [ 38 ]        |
| 2002.  | Ашер                        | Извођач године хот 100 синглова       | Номинација | [ 38 ]        |
| 2002.  | Ашер                        | Мушки извођач године хот 100 синглова | Номинација | [ 38 ]        |
| 2002.  | Ашер                        | R&B/хип хоп извођач године            | Номинација | [ 38 ]        |
| 2002.  | Ашер                        | Извођач године R&B/хип хоп синглова   | Номинација | [ 38 ]        |
| 2002.  | "U Don't Have to Call"      | R&B/хип хоп сингл године              | Номинација | [ 38 ]        |
| 2004.  | Ашер                        | Извођач године                        | Освојено   | [ 39 ] [ 40 ] |
| 2004.  | Ашер                        | Хот 100 извођач године                | Освојено   | [ 39 ] [ 40 ] |
| 2004.  | Ашер                        | Билборд 200 извођач године            | Освојено   | [ 39 ] [ 40 ] |
| 2004.  | Ашер                        | Мејнстрим топ 40 извођач године       | Освојено   | [ 39 ] [ 40 ] |
| 2004.  | Ашер                        | R&B/хип хоп извођач године            | Освојено   | [ 39 ] [ 40 ] |
| 2004.  | Ашер                        | Извођач године R&B/хип хоп албума     | Освојено   | [ 39 ] [ 40 ] |
| 2004.  | Ашер                        | Извођач године R&B/хип хоп синглова   | Номинација | [ 39 ] [ 40 ] |
| 2004.  | Ашер                        | Дигитални извођач године              | Номинација | [ 39 ] [ 40 ] |
| 2004.  | "Burn"                      | Хот 100 сингл године                  | Номинација | [ 39 ] [ 40 ] |
| 2004.  | "Burn"                      | Хот 100 Ерплеј сингл године           | Номинација | [ 39 ] [ 40 ] |
| 2004.  | "Burn"                      | R&B/хип хоп сингл године              | Номинација | [ 39 ] [ 40 ] |
| 2004.  | "Burn"                      | R&B/хип хоп Ерплеј сингл године       | Номинација | [ 39 ] [ 40 ] |
| 2004.  | "Yeah!"                     | R&B/хип хоп Ерплеј сингл године       | Номинација | [ 39 ] [ 40 ] |
| 2004.  | "Yeah!"                     | R&B/хип хоп сингл године              | Номинација | [ 39 ] [ 40 ] |
| 2004.  | "Yeah!"                     | Хот 100 Ерплеј сингл године           | Освојено   | [ 39 ] [ 40 ] |
| 2004.  | "Yeah!"                     | Хот 100 сингл године                  | Освојено   | [ 39 ] [ 40 ] |
| 2004.  | "Yeah!"                     | Мејнстрим топ 40 сингл године         | Освојено   | [ 39 ] [ 40 ] |
| 2004.  | Confessions                 | Билборд 200 албум године              | Освојено   | [ 39 ] [ 40 ] |
| 2004.  | Confessions                 | R&B/хип хоп албум године]]            | Освојено   | [ 39 ] [ 40 ] |
| 2005.  | "Lovers and Friends"        | R&B/хип хоп сингл године.             | Номинација | [ 41 ]        |
| 2005.  | "Lovers and Friends"        | R&B/хип хоп Ерплеј сингл године       | Номинација | [ 41 ]        |
| 2005.  | "Lovers and Friends"        | Звоно године                          | Номинација | [ 41 ]        |
| 2005.  | "Lovers and Friends"        | Реп сингл године                      | Освојено   | [ 42 ]        |
| 2011.  | "DJ Got Us Fallin' In Love" | Топ радио пјесма                      | Номинација | [ 43 ] [ 44 ] |
| 2011.  | "OMG"                       | Топ радио пјесма                      | Номинација | [ 43 ] [ 44 ] |
| 2011.  | "OMG"                       | Топ хот 100 пјесма                    | Номинација | [ 43 ] [ 44 ] |
| 2011.  | "OMG"                       | Топ R&B пјесма                        | Освојено   | [ 43 ] [ 44 ] |
| 2011.  | "There Goes My Baby"        | Топ R&B пјесма                        | Номинација | [ 43 ] [ 44 ] |
| 2011.  | Ашер                        | Top хот 100 извођач                   | Номинација | [ 43 ] [ 44 ] |
| 2011.  | Ашер                        | Топ мушки извођач                     | Номинација | [ 43 ] [ 44 ] |
| 2011.  | Ашер                        | Топ R&B извођач                       | Освојено   | [ 43 ] [ 44 ] |
| 2011.  | Ашер                        | Топ извођачи радио пјесама            | Номинација | [ 43 ] [ 44 ] |
| 2011.  | Raymond V Raymond           | Топ R&B албум                         | Освојено   | [ 43 ] [ 44 ] |
| 2012.  | "Promise"                   | Топ Латино пјесма                     | Номинација | [ 45 ]        |
| 2012.  | "Without You"               | Топ денс пјесма                       | Номинација | [ 45 ]        |
| 2012.  | "Without You"               | Топ стриминг пјесма (аудио)           | Номинација | [ 45 ]        |
| 2013.  | Ашер                        | R&B извођач године                    | Номинација | [ 46 ]        |
| 2013.  | Looking 4 Myself            | R&B албум године                      | Номинација | [ 46 ]        |

### Билборд R&B/хип хоп награде
Билборд R&B/хио хоп награде односе се на перфомансе хот R&B/хип хоп пјесама и хот реп пјесама.
| Година | Номиновани рад       | Награда                          | Резултат | Реф.   |
| ------ | -------------------- | -------------------------------- | -------- | ------ |
| 2002.  | Ашер                 | Топ извођач R&B/хип хоп синглова | Освојено | [ 47 ] |
| 2002.  | Ашер                 | Топ R&B/хип хоп мушки извођач    | Освојено | [ 47 ] |
| 2002.  | Ашер                 | Топ R&B/хип хоп извођач          | Освојено | [ 47 ] |
| 2005.  | "Lovers and Friends" | Хот реп пјесма                   | Освојено | [ 48 ] |
| 2005.  | Confessions          | Топ R&B/хип хоп извођач албума   | Освојено | [ 48 ] |
| 2005.  | Confessions          | Топ R&B/хип хоп албум            | Освојено | [ 48 ] |
| 2005.  | Ашер                 | Топ R&B/хип хоп извођач синглова | Освојено | [ 48 ] |
| 2005.  | Ашер                 | Топ R&B/хип хоп мушки извођач    | Освојено | [ 48 ] |
| 2005.  | Ашер                 | Топ R&B/хип хоп извођач          | Освојено | [ 48 ] |

### Билборд видео музичке награде
| Година | Номиновани рад  | Награда                      | Резултат   | Реф.   |
| ------ | --------------- | ---------------------------- | ---------- | ------ |
| 1998.  | "My Way"        | Најбољи клип (R&B/урбан)     | Номинација | [ 49 ] |
| 1998.  | "Nice And Slow" | Награда за Максималну визију | Номинација | [ 49 ] |

### Билборд Латино музичке награде
Билборд Латино музичке награде дио су програма Билбордових музичких награда, које води часопис Билборд.
| Година | Номиновани/рад                 | Награда                        | Резултат   | Реф.   |
| ------ | ------------------------------ | ------------------------------ | ---------- | ------ |
| 2011.  | Ашер                           | Кросовер извођач године        | Освојено   | [ 50 ] |
| 2012.  | "Promise" (са Ромеом Сантосем) | Пјесма године, вокални догађај | Номинација | [ 51 ] |
| 2012.  | "Promise" (са Ромеом Сантосем) | Тропска пјесма године          | Номинација | [ 51 ] |

## Блокбастер ентертајнмент награде
Награда Блокбастер ентертајнмент је филмса додјела награда, од стране провајдера филмова, Блокбастера (Blockbuster Inc.) Награда се додјељивала у периоду од 1995. до 2001. године. Сваке године побједнику је награду уручивао Кенет Ерлих.
| Година | Номиновани рад | Награда            | Резултат | Реф.   |
| ------ | -------------- | ------------------ | -------- | ------ |
| 1999.  | Ашер           | Најбољи R&B пјевач | Освојено | [ 53 ] |

## Браво Ото
Наградаа Браво Ото је њемачко признање поштовања извођача у филму, телевизији и музици. Додјељује се сваке године од 1957. Побједнике бирају читаоци часописа Браво. Додјељују се златна, сребрна и бронзана награда.
| Година | Номиновани рад | Награда              | Резултат | Реф.   |
| ------ | -------------- | -------------------- | -------- | ------ |
| 2004.  | Ашер           | Најбољи мушки пјевач | Злато    | [ 54 ] |

## BRIT награде
BRIT награде су годишње награде за поп музику, које додјељује Британска фонографска индустрија.
| Година | Номиновани рад | Награда                                | Резултат   | Реф.   |
| ------ | -------------- | -------------------------------------- | ---------- | ------ |
| 2005.  | Ашер           | Најбољи међународни мушки соло извођач | Номинација | [ 55 ] |

## Галерија славних Џорџије
Галерија славних Џорџије је програм који је успоставила Џорџија 1979. године, да би наградила музичаре из Џорџије, који су остварили значајан допринос музичкој индустрији.
| Година | Категорија | Реф.   |
| ------ | ---------- | ------ |
| 2007   | Извођач    | [ 57 ] |

## Награда Гламур
Награда Гламур је награда коју додјељује часопис Гламур сваке године. Награда је представљена 2003. године, за жену године, да би наградили изузетне и инспиративне жене из различитих области, као што су забава, бизнис, спорт, музика, наука, медицина, образовање и политика. Године 2004. уведена је награда Мушкарац године, коју је Ашер освојио 2005. године.
| Година | Добитник | Награда         | Резултат | Реф.   |
| ------ | -------- | --------------- | -------- | ------ |
| 2005.  | Ашер     | Мушкарац године | Освојено | [ 59 ] |

## Фондација Гордон Паркс
Фондација Гордон Парлс је посвећена очувању посла и наслеђа Гордона Паркса, као и осталих фотографа, филмских стваралаца и ујметника. Ашер је добио признање на годишњој свјечаној вечери и аукцији 2015. године.
| Година | Номиновани/Рад | Награда              | Реф.   |
| ------ | -------------- | -------------------- | ------ |
| 2015.  | Ашер           | Награда Гордон Паркс | [ 62 ] |

## Награда Греми
Награда Греми додјељује се једном годишње од стране Академије за снимање Сједињених Држава за изванредна досстигнућа у музичкој индустрији. Сматра се највећом музичком наградом, успостављена је 1958. године. Ашер је освојио осам гремија.
| Година | Номиновани/рад                                | Награда                                          | Резултат   | Реф.          |
| ------ | --------------------------------------------- | ------------------------------------------------ | ---------- | ------------- |
| 1998.  | "You Make Me Wanna..."                        | Најбоље мушке R&B вокалне перфомансе             | Номинација | [ 65 ]        |
| 1999.  | "My Way"                                      | Најбоље мушке R&B вокалне перфомансе             | Номинација | [ 66 ]        |
| 2002.  | "U Remind Me"                                 | Најбоље мушке R&B вокалне перфомансе             | Освојено   | [ 67 ]        |
| 2003.  | "U Don't Have To Call"                        | Најбоље мушке R&B вокалне перфомансе             | Освојено   | [ 68 ]        |
| 2005.  | Confessions                                   | Албум године                                     | Номинација | [ 69 ] [ 70 ] |
| 2005.  | Confessions                                   | Најбољи савремени R&B албум                      | Освојено   | [ 69 ] [ 70 ] |
| 2005.  | "Yeah!" (са Лил Џоном и Лудакрисем)           | Пјесма године                                    | Номинација | [ 69 ] [ 70 ] |
| 2005.  | "Yeah!" (са Лил Џоном и Лудакрисем)           | Најбоља реп/сунг сарадња                         | Освојено   | [ 69 ] [ 70 ] |
| 2005.  | "Yeah!" (са Лил Џоном и Лудакрисем)           | Најбоља R&B пјесма                               | Номинација | [ 69 ] [ 70 ] |
| 2005.  | "Burn"                                        | Најбоље мушке R&B вокалне перфомансе             | Номинација | [ 69 ] [ 70 ] |
| 2005.  | "Burn"                                        | Најбоља R&B пјесма                               | Номинација | [ 69 ] [ 70 ] |
| 2005.  | "My Boo" (са Алишом Киз)                      | Најбоља R&B пјесма                               | Номинација | [ 69 ] [ 70 ] |
| 2005.  | "My Boo" (са Алишом Киз)                      | Најбоље R&B перфомансе дуа или групе са вокалима | Освојено   | [ 69 ] [ 70 ] |
| 2006.  | "Superstar"                                   | Најбоље мушке R&B вокалне перфомансе             | Номинација | [ 71 ]        |
| 2008.  | "Same Girl" (са Р. Келијем)                   | Најбоље R&B перфомансе дуа или групе са вокалима | Номинација | [ 72 ]        |
| 2009.  | "Here I Stand"                                | Најбоље мушке R&B вокалне перфомансе             | Номинација | [ 73 ]        |
| 2011.  | "There Goes My Baby"                          | Најбоље мушке R&B вокалне перфомансе             | Освојено   | [ 74 ]        |
| 2011.  | Raymond v. Raymond                            | Најбољи савремени R&B албум                      | Освојено   | [ 74 ]        |
| 2013.  | "Climax"                                      | Најбоље R&B перфомансе                           | Освојено   | [ 75 ]        |
| 2015.  | "New Flame" (са Крисом Брауном и Риком Росем) | Најбоље R&B перфомансе                           | Номинација | [ 76 ]        |
| 2015.  | "New Flame" (са Крисом Брауном и Риком Росем) | Најбоља R&B пјесма                               | Номинација | [ 76 ]        |
| 2015.  | "Good Kisser"                                 | Најбоља R&B пјесма                               | Номинација | [ 76 ]        |
| 2015.  | "Good Kisser"                                 | Најбоље R&B перфомансе                           | Номинација | [ 76 ]        |

## Гинисови свјетски рекорди
Гинисова књига рекорда је књига која набраја свјетске и националне рекорде, људи и екстрема природе.
| Година | Номиновани/рад | Рекорд                                      | Реф.   |
| ------ | -------------- | ------------------------------------------- | ------ |
| 2010.  | Ашер           | Највише R&B бројева 1 у Сједињеним Државама | [ 77 ] |

## Холивуд лајф
Часопис Холивуд лајф додјељује сваке године награду Пробој године; на петој години церемоније, награду је добио Ашер.
| Година | Номиновани/рад | Награда       | Реф.   |
| ------ | -------------- | ------------- | ------ |
| 2005.  | Ашер           | Пробој године | [ 79 ] |

## iHeartRadio музичке награде
iHeartRadio сваке године организује шоу поводом додјела музичких награда, који је покренут 2014. године, да би одао признање популарним извођачима и музици претходних година; побједнике бирају слушаоци.
| Година | Номиновани/рад                                | Награда                    | Резултат   | Реф.   |
| ------ | --------------------------------------------- | -------------------------- | ---------- | ------ |
| 2015.  | "New Flame" (са Крисом Брауном и Риком Росом) | Хип хоп/R&B пјесма године  | Номинација | [ 80 ] |
| 2016.  | Ашер                                          | Највећа трострука пријетња | Номинација | [ 81 ] |
| 2016.  | Ашер                                          | R&B извођач године         | Номинација | [ 81 ] |
| 2017.  | Ашер                                          | R&B извођач године         | Номинација | [ 82 ] |
| 2017.  | "No Limit" (са Young Thug)                    | R&B пјесма године          | Номинација | [ 82 ] |

## Међународне денс музичке награде
Међународне денс музичке награде успостављане су 1985. године и до су Зимске музичке конференције, годишњег ммузичког догађаја, који траје недељу дана.
| Година | Номиновани рад              | Награда                              | Резултати  | Реф.   |
| ------ | --------------------------- | ------------------------------------ | ---------- | ------ |
| 1998.  | "You Make Me Wanna..."      | Најбоља R&B пјесма                   | Освојено   | [ 83 ] |
| 2005.  | "Yeah!"                     | Најбоља R&B/Урбан денс пјесма        | Освојено   | [ 84 ] |
| 2011.  | "OMG"                       | Најбоља R&B/Урбан денс пјесма        | Номинација | [ 85 ] |
| 2011.  | "DJ Got Us Falling In Love" | Најбоља R&B/Урбан денс пјесма        | Номинација | [ 85 ] |
| 2012.  | "Without You"               | Најбоља R&B/Урбан денс пјесма        | Номинација | [ 86 ] |
| 2012.  | "Without You"               | Најбоља комерцијална поп денс пјесма | Номинација | [ 86 ] |
| 2013.  | "Scream"                    | Најбоља R&B/Урбан денс пјесма        | Номинација | [ 87 ] |

## Juno награде
Juno награде додјељују се годишње канадским музичарима и бендовима, као признање за њихову умјетност и техничка достигнућа у свим аспектима музике. Нови чланови Канадске галерије славних такође су представљени на церемонији.
| Година | Номиновани рад | Награда                  | Резултати  | Реф.   |
| ------ | -------------- | ------------------------ | ---------- | ------ |
| 2005.  | Confessions    | Међународни Албум године | Номинација | [ 88 ] |

## Kora награде
Kora награде су музичке награде које се додјељују годишње за музичка достигнућа у Субсахарској Африци.
| Година | Номиновани/рад | Награда                                  | Резултат   | Реф.   |
| ------ | -------------- | ---------------------------------------- | ---------- | ------ |
| 2004.  | Ашер           | Најбољи мушки извођач из дијаспоре (САД) | Номинација | [ 89 ] |

## Make-A-Wish
Make-A-Wish је организација која уприличује искуства описана као "жеље" дјеци са медицинским стањем опасним по живот. Године 2017. на гала церемонији у Лос Анђелесу, Ашер је награђен за 40 испуњених жеља дјеци, током њихове дугогодишње сарадње.
| Година | Номиновани рад | Награда                 | Реф.   |
| ------ | -------------- | ----------------------- | ------ |
| 2017.  | Ашер           | Награда сјајна звијезда | [ 91 ] |

## Mnet Азијске музичке награде
Mnet Азијске музичке награде су једне од главних кеј поп музичких награда. Церемонија се одржава сваке године, од стране медијске куће CJ E&M, на њиховом музичком каналу Mnet. Учествују неки од најпознатијих глумаца и славних личности, не само из Јужне Кореје, већ и из других држава, као што су Кина, Јапан, Индонезија, Канада и Сједињене Државе.
| Година | Номиновани рад | Награда                     | Резултат | Реф.   |
| ------ | -------------- | --------------------------- | -------- | ------ |
| 2004.  | "Yeah!"        | Најбољи међународни извођач | Освојено | [ 92 ] |

## Морхаус колеџ
Морхаус колеџ је приватни, мушки колеџ слободних вјештина, историјски афричко Амерички, у Атланти. На њиховој годишњој “A Candle in the Dark” гала церемонији, додјељује се награда Свијећа, у част успјешности у умјетности, атлетици, бизнису, образовању, забави, влади, закону, медицини, војсци, религији, науци и технологији.
| Година | Номиновани рад | Награда                                            | Реф.   |
| ------ | -------------- | -------------------------------------------------- | ------ |
| 2017.  | Ашер           | Награда Свијећа (Филантропија, умјетност и забава) | [ 94 ] |

## MOBO награде
MOBO награде (акроним од Music of Black Origin) успостављане су 1996. године, од стране Канјеа Кинга. Церемонија се одржава сваке године у Уједињеном Краљевству, у знак признања умјетника било које расе и националности, који изводе музику црног поријекла.
| Година | Номиновани рад  | Награда                      | Резултати  | Реф.    |
| ------ | --------------- | ---------------------------- | ---------- | ------- |
| 2001.  | "Pop Ya Collar" | Најбољи видео                | Номинација | [ 95 ]  |
| 2001.  | 8701            | Најбољи албум                | Освојено   | [ 95 ]  |
| 2001.  | Ашер            | Најбоље R&B извођење         | Освојено   | [ 95 ]  |
| 2002.  | Ашер            | Најбоље R&B извођење         | Номинација | [ 96 ]  |
| 2004.  | Ашер            | Најбоље R&B извођење         | Освојено   | [ 97 ]  |
| 2004.  | "Yeah!"         | Најбољи видео                | Номинација | [ 98 ]  |
| 2004.  | "Yeah!"         | Најбоља сарадња              | Номинација | [ 98 ]  |
| 2004.  | "Yeah!"         | Најбоље звоно                | Номинација | [ 98 ]  |
| 2004.  | "Burn"          | Најбољи сингл                | Номинација | [ 98 ]  |
| 2004.  | Confessions     | Најбољи албум                | Номинација | [ 98 ]  |
| 2008.  | Here I Stand    | Најбољи албум                | Номинација | [ 99 ]  |
| 2008.  | Ашер            | Најбоље R&B/соул извођење    | Номинација | [ 99 ]  |
| 2008.  | Ашер            | Најбоље међународно извођење | Номинација | [ 99 ]  |
| 2010.  | Ашер            | Најбоље међународно извођење | Номинација | [ 100 ] |

## МТВ награде

### МТВ Азија награде
| Година | Номиновани рад | Награда          | Резултати | Реф.    |
| ------ | -------------- | ---------------- | --------- | ------- |
| 2005.  | Ашер           | Омиљени мушкарац | Освојено  | [ 101 ] |

### МТВ Аустралија видео музичке награде
| Година | Номиновани рад | Награда            | Резултати  | Реф.    |
| ------ | -------------- | ------------------ | ---------- | ------- |
| 2005.  | Ашер           | Најбољи мушкарац   | Номинација | [ 102 ] |
| 2005.  | "Yeah!"        | Најбољи денс видео | Освојено   | [ 103 ] |

### МТВ Европа музичке награде
МТВ Европа награде (EMA) успостављање су 1994. године, од стране МТВ-ија, да би наградили најбољи музички видео у Европи.
| Година | Номиновани рад | Награда                | Резултати  | Реф.    |
| ------ | -------------- | ---------------------- | ---------- | ------- |
| 2004.  | Ашер           | Најбоље мушко извођење | Освојено   | [ 104 ] |
| 2004.  | Confessions    | Најбољи албум          | Освојено   | [ 104 ] |
| 2005.  | Ашер           | Најбоље R&B извођење   | Номинација | [ 105 ] |
| 2010.  | Ашер           | Најбоље мушко извођење | Номинација | [ 106 ] |
| 2010.  | Ашер           | Најбоље поп извођење   | Номинација | [ 106 ] |
| 2010.  | "OMG"          | Најбоља пјесма         | Номинација | [ 106 ] |

### МТВ видео музичке награде
МТВ видео музичке награде успостављане су 1984. године од стране МТВ-ија, да би наградили најбоље музичке видео спотове године.
| Година | Номиновани рад         | Награда              | Резултати  | Реф.    |
| ------ | ---------------------- | -------------------- | ---------- | ------- |
| 1998.  | "You Make Me Wanna"    | Најбољи R&B видео    | Номинација | [ 107 ] |
| 2002.  | "U Got It Bad"         | Најбољи R&B видео    | Номинација | [ 108 ] |
| 2002.  | "U Got It Bad"         | Најбољи мушки видео  | Номинација | [ 108 ] |
| 2002.  | "U Don't Have to Call" | Најбоља кореографија | Номинација | [ 108 ] |
| 2004.  | "Yeah!"                | Најбољи мушки видео  | Освојено   | [ 109 ] |
| 2004.  | "Yeah!"                | Најбољи денс видео   | Освојено   | [ 109 ] |
| 2004.  | "Yeah!"                | Видео године         | Номинација | [ 110 ] |
| 2004.  | "Yeah!"                | Најбоља кореографија | Номинација | [ 110 ] |
| 2004.  | "Burn"                 | Најбољи R&B видео    | Номинација | [ 110 ] |
| 2005.  | "My Boo"               | Најбољи R&B видео    | Номинација | [ 111 ] |
| 2005.  | "Caught Up"            | Најбољи мушки видео  | Номинација | [ 111 ] |
| 2008.  | "Love in This Club"    | Најбољи мушки видео  | Номинација | [ 112 ] |
| 2010.  | "OMG"                  | Најбољи мушки видео  | Номинација | [ 113 ] |
| 2010.  | "OMG"                  | Најбољи денс видео   | Номинација | [ 113 ] |
| 2010.  | "OMG"                  | Најбоља кореографија | Номинација | [ 113 ] |
| 2012.  | "Climax"               | Најбољи мушки видео  | Номинација | [ 114 ] |
| 2014.  | "Good Kisser"          | Најбоља кореографија | Номинација | [ 115 ] |

### МТВ видео музичке награде Јапан
| Година | Номиновани рад      | Награда                  | Резултати  | Реф.    |
| ------ | ------------------- | ------------------------ | ---------- | ------- |
| 2002.  | Ашер                | Најбоље R&B извођење     | Номинација | [ 116 ] |
| 2005.  | Confessions         | Албум године             | Номинација | [ 117 ] |
| 2005.  | "Yeah!"             | Видео године             | Номинација | [ 117 ] |
| 2005.  | "Yeah!"             | Најбољи мушки видео      | Номинација | [ 117 ] |
| 2005.  | "Burn"              | Најбољи R&B видео        | Номинација | [ 117 ] |
| 2005.  | "My Boo"            | Најбољи заједнички видео | Номинација | [ 117 ] |
| 2009.  | "Love in This Club" | Најбољи мушки видео      | Номинација | [ 118 ] |
| 2011.  | "OMG"               | Најбољи R&B видео        | Номинација | [ 119 ] |
| 2016.  | "No Limit"          | Најбољи R&B видео        | Номинација | [ 120 ] |

### TRL награде
| Година | Номиновани рад | Награда                            | Резултати  | Реф.    |
| ------ | -------------- | ---------------------------------- | ---------- | ------- |
| 2005.  | Ашер           | Најбољи мушки извођач              | Освојено   | [ 121 ] |
| 2005.  | "Yeah!"        | Rock The Mic (Најбоље перформансе) | Номинација | [ 121 ] |

## MuchMusic Видео награде
MuchMusic видео награде су годишње награде које организује канадски музички видео канал MuchMusic.
| Година | Номиновани рад                                  | Награда                             | Резултати  | Реф.    |
| ------ | ----------------------------------------------- | ----------------------------------- | ---------- | ------- |
| 2004.  | "Yeah!"                                         | Омиљени међународни извођач         | Освојено   | [ 122 ] |
| 2004.  | "Yeah!"                                         | Најбољи међународни видео извођач   | Номинација | [ 123 ] |
| 2005.  | "Caught Up"                                     | Омиљени међународни извођач         | Номинација | [ 124 ] |
| 2005.  | "Caught Up"                                     | Најбољи међународни видео извођач   | Освојено   | [ 124 ] |
| 2008.  | "Love in This Club"                             | Најбољи међународни видео извођач   | Номинација | [ 125 ] |
| 2011.  | "Somebody to Love (remix)"(са Џастином Бибером) | Међународни видео године Канађанина | Освојено   | [ 126 ] |
| 2011.  | "Somebody to Love (remix)"(са Џастином Бибером) | UR омиљени извођач                  | Освојено   | [ 126 ] |
| 2011.  | "DJ Got Us Fallin' in Love"                     | Најгледанији видео                  | Номинација | [ 127 ] |

## NAACP музичке награде
NAACP награде годишње додјељује Национално удружење за напредак обојених људи, да би наградили "обојене људе" из филма, телевизије, музике и литературе.
| Година | Номиновани рад         | Награда                                     | Резултати  | Реф.    |
| ------ | ---------------------- | ------------------------------------------- | ---------- | ------- |
| 1999.  | Ашер                   | Изванредни глумац у дневној драмској серији | Номинација | [ 128 ] |
| 2003.  | "U Don't Have to Call" | Изванредни музички видео                    | Номинација | [ 129 ] |
| 2005.  | Confessions            | Изванредан албум                            | Номинација | [ 130 ] |
| 2005.  | 'Yeah!"                | Изванредна пјесма                           | Номинација | [ 130 ] |
| 2005.  | 'Yeah!"                | Изванредан музички видео                    | Номинација | [ 130 ] |
| 2005.  | "My Boo"               | Изванредан музички видео                    | Номинација | [ 130 ] |
| 2005.  | Usher                  | Изванредан мушки извођач                    | Освојено   | [ 131 ] |
| 2011.  | Raymond V Raymond      | Изванредан албум                            | Номинација | [ 132 ] |
| 2011.  | Ашер                   | Изванредни мушки извођач                    | Освојено   | [ 133 ] |
| 2013.  | Ашер                   | Изванредни мушки извођач                    | Освојено   | [ 134 ] |
| 2015.  | "Good Kisser"          | Изванредна пјесма                           | Номинација | [ 135 ] |

## Национални музеј за грађанска права
Награда слободе успостављана је 1991. године, као годишњи догађај у националном музеју за грађанска права. Награда се додјељује индивидуалцима који су направили значајан допринос грађанским правима и који су покренули фондације за садашње и будуће лидере у борби за грађанска права
| Година | Номиновани рад | Награда         | Реф.    |
| ------ | -------------- | --------------- | ------- |
| 2011.  | Ашер           | Награда Слободе | [ 136 ] |

## НБА
НБА је мушка професионална кошаркашка лига у Сједињеним Државама. Као један од власника Кливленд кавалирса, Ашер је добио признање за њихово освајање титуле у сезони ,2015/16.
| Година | Тим                | Награда              | Реф.    |
| ------ | ------------------ | -------------------- | ------- |
| 2016.  | Кливленд кавалирси | Трофеј Лери О’Брајен | [ 139 ] |

## Никелодион кидс чојс авордс
Никелодион кидс чојс авордс је годишња награда успостављана 1988. године од стране телевизијског канала Никелодион. На церемонији додјељују се награде за највећа остварења на телевизији, филму и музици. Побједнике бирају гледаоци путем гласања.
| Година | Номиновани рад | Награда              | Резултати  | Реф.    |
| ------ | -------------- | -------------------- | ---------- | ------- |
| 1999.  | Ашер           | Омиљени пјевач       | Номинација | [ 140 ] |
| 2002.  | Ашер           | Омиљени мушки пјевач | Освојено   | [ 141 ] |
| 2005.  | Ашер           | Омиљени мушки пјевач | Освојено   | [ 141 ] |
| 2005.  | "Burn"         | Омиљена пјесма       | Освојено   | [ 141 ] |
| 2005.  | "My Boo"       | Омиљена пјесма       | Номинација | [ 142 ] |
| 2011.  | Ашер           | Омиљени мушки пјевач | Номинација | [ 143 ] |
| 2012.  | Ашер           | Омиљени мушки пјевач | Номинација | [ 144 ] |
| 2013.  | Ашер           | Омиљени мушки пјевач | Номинација | [ 145 ] |

## NRJ музичке награде (Француска)
Церемонија додјељивања награда одржава се у Кану у Француској.
| Година | Номиновани рад              | Награда                          | Резултати  | Реф.    |
| ------ | --------------------------- | -------------------------------- | ---------- | ------- |
| 2002.  | Ашер                        | Међународни нови извођач године  | Номинација | [ 146 ] |
| 2003.  | "I Need a Girl (Part One)"  | Најбоља сарадња                  | Номинација | [ 147 ] |
| 2005.  | "Yeah!"                     | Међународна пјесма године        | Номинација | [ 148 ] |
| 2005.  | Confessions                 | Међународни албум године         | Номинација | [ 148 ] |
| 2005.  | "My Boo"                    | Најбоља сарадња                  | Номинација | [ 148 ] |
| 2005.  | Ашер                        | Међународни мушки извођач године | Освојено   | [ 149 ] |
| 2011.  | "DJ Got Us Fallin' in Love" | Хит године                       | Номинација | [ 150 ] |
| 2011.  | Ашер                        | Међународни мушки извођач године | Освојено   | [ 151 ] |
| 2012.  | Давид Гета и Ашер           | Међународна група/дуо године     | Номинација | [ 152 ] |

## Озон награде
Озон је амерички часопис фокусиран на хип хоп музику јужног дијела Сједињених Држава. Награда је први пут додијељена 2006. године.
| Година | Номиновани/рад      | Награда                 | Резултат | Реф.    |
| ------ | ------------------- | ----------------------- | -------- | ------- |
| 2008.  | "Love in This Club" | Најбоља реп/R&B сарадња | Освојено | [ 153 ] |

## Пипл чојс авордс, САД
Пипл чојс авордс је годишња церемонија награда, која награђује људе за њихов рад у популарној култури.
| Година | Номиновани рад                      | Награда                  | Резултати  | Реф.    |
| ------ | ----------------------------------- | ------------------------ | ---------- | ------- |
| 2005.  | Ашер                                | Омиљени мушки извођач    | Освојено   | [ 154 ] |
| 2005.  | "Yeah!" (са Лудакрисом и Лил Џоном) | Најбоље удружене снаге   | Освојено   | [ 154 ] |
| 2006.  | Ашер                                | Омиљени мушки извођач    | Номинација | [ 155 ] |
| 2010.  | Ашер                                | Омиљени R&B извођач      | Номинација | [ 156 ] |
| 2011.  | Ашер                                | Омиљени R&B извођач      | Освојено   | [ 157 ] |
| 2011.  | Ашер                                | Омиљени мушки извођач    | Номинација | [ 157 ] |
| 2011.  | "OMG" (са will.i.am)                | Favorite Song            | Номинација | [ 157 ] |
| 2012.  | Ашер                                | Омиљена звијезда турнеја | Номинација | [ 158 ] |
| 2013.  | Ашер                                | Омиљени мушки извођач    | Номинација | [ 159 ] |
| 2013.  | Ашер                                | Омиљени R&B извођач      | Номинација | [ 159 ] |
| 2015.  | Ашер                                | Омиљени R&B извођач      | Номинација | [ 160 ] |
| 2017.  | Ашер                                | Омиљени R&B извођач      | Номинација | [ 161 ] |

## Награда младости
Награда младости (шп. Premios Juventud) је церемонија додјела награда за познате шпанског говорног подручја, из области музике, спорта, филма, моде и поп културе, која се додјељује од стране телевизије Univision.
| Година | Номиновани рад | Награда           | Резултати  | Реф.    |
| ------ | -------------- | ----------------- | ---------- | ------- |
| 2013.  | Ашер           | Омиљени хитмејкер | Номинација | [ 162 ] |

## PTTOW!
PTTOW! је самит главних извршних директора, директора маркетинга и поп икона, из 70 главних индустрија. Ашер је примио награду икона на самиту 2017. године.
| Година | Номиновани/Рад | Награда       | Реф.    |
| ------ | -------------- | ------------- | ------- |
| 2017.  | Ашер           | Награда Икона | [ 163 ] |

## Радио Дизни музичке награде
Радио Дизни музичке награде су годишње награде, које додјељује Радио Дизни.
| Година | Номиновани/рад | Награда                | Резултат | Реф.    |
| ------ | -------------- | ---------------------- | -------- | ------- |
| 2004.  | Ашер           | Најбољи мушки умјетник | Освојено | [ 164 ] |

## Радио музичке награде, САД
Радио музичке награде је годишњи шоу додјела награда у Сједињеним Државама, за најуспјешније мејнстрим радио пјесме године. Номинације су базиране на основу ерплеј листа на радио станицама у разним форматима.
| Година | Номиновани рад                                   | Награда                                 | Резултати  | Реф.    |
| ------ | ------------------------------------------------ | --------------------------------------- | ---------- | ------- |
| 2004.  | Ашер                                             | Извођач године- хип хоп/ ритмички радио | Освојено   | [ 166 ] |
| 2004.  | Ашер                                             | Извођач године                          | Освојено   | [ 166 ] |
| 2004.  | "Yeah!"                                          | Пјесма године - хип хоп/ритмички радио  | Освојено   | [ 166 ] |
| 2005.  | Ашер                                             | Извођач године/Урбан и ритмички радио   | Номинација | [ 167 ] |
| 2005.  | Ашер                                             | Извођач године/ Мејнстрим хит радио     | Номинација | [ 167 ] |
| 2005.  | "Lovers and Friends" (са Лил Џоном и Лудакрисом) | Пјесма године/Урбан и ритмички радио    | Номинација | [ 167 ] |

## Академија снимања
Академија снимања је организација музичара, продуцената, музичких инжињера и других професионалаца снимања Сједињених Држава. Награде су додјељују сваке године у Атланти.
| Година | Номиновани рад | Награда                | Реф.    |
| ------ | -------------- | ---------------------- | ------- |
| 2005.  | Ашер           | Награда Хероји Атланте | [ 168 ] |

## RTHK међународне поп награде
RTHK међународне поп награде које се сваке године додјељују у Хонг Конгу, за најбоље из међународне и националне музике.
| Година | Номиновани рад                   | Награда                             | Резултати  | Реф.    |
| ------ | -------------------------------- | ----------------------------------- | ---------- | ------- |
| 2011.  | Ашер                             | Топ мушки извођач                   | Номинација | [ 169 ] |
| 2011.  | "OMG" (са Will.I.Am)             | Топ 10 међународних златних пјесама | Освојено   | [ 169 ] |
| 2012.  | "Without You" (са Давидом Гетом) | Топ 10 међународних златних пјесама | Номинација | [ 170 ] |
| 2013.  | Аперз                            | Топ мушки извођач                   | Номинација | [ 171 ] |

## Source хип хоп музичке награде
Source хип хоп музичке награде додјељује се сваке године од стране часописа are presented by the hip hop magazine Source.
| Година | Номиновани рад                     | Награда                | Резултати | Реф.    |
| ------ | ---------------------------------- | ---------------------- | --------- | ------- |
| 2004.  | Ашер                               | R&B Извођач године     | Освојено  | [ 172 ] |
| 2004.  | "Yeah" са (Лудакрисом и Лил Џоном) | R&B/реп сарадња године | Освојено  | [ 172 ] |

## Соул трејн музичке награде, САД
Соул трејн музичке награде додјељује се сваке године за најбоље из Афро Америчке музике и забаве, покренуто 1987. године.
| Година                                      | Номиновани рад                                                 | Награда                                 | Резултати  | Реф.    |
| ------------------------------------------- | -------------------------------------------------------------- | --------------------------------------- | ---------- | ------- |
| 1998.                                       | "You Make Me Wanna"                                            | Најбољи R&B/соул сингл                  | Освојено   | [ 173 ] |
| 2002.                                       | 8701                                                           | Најбољи мушки R&B/соул албум            | Освојено   | [ 174 ] |
| 2002.                                       | "U Got It Bad"                                                 | Најбољи мушки R&B/соул сингл            | Номинација | [ 175 ] |
| 2003.                                       | "U Don't Have to Call"                                         | Најбољи мушки R&B/соул сингл            | Номинација | [ 176 ] |
| 2005.                                       |                                                                |                                         |            |         |
| "Yeah!"                                     | Награда Мајкл Џексон за најбољи R&B/соул или реп музички видео | Номинација                              | [ 177 ]    |         |
| "Yeah!"                                     | Најбољи R&B/соул или денс одсјечак                             | Освојено                                | [ 178 ]    |         |
| "My Boo"                                    | Најбољи R&B/соул сингл, групе, бенда или дуа                   | Освојено                                | [ 178 ]    |         |
| "Confessions Part II"                       | Најбољи мушки R&B/соул сингл                                   | Освојено                                | [ 178 ]    |         |
| Confessions                                 | Најбољи мушки R&B/соул албум                                   | Освојено                                | [ 178 ]    |         |
| Ашер                                        | Забављач године                                                | Освојено                                | [ 178 ]    |         |
| 2010.                                       | "There Goes My Baby"                                           | Пјесма године                           | Номинација | [ 179 ] |
| 2010.                                       | "OMG"                                                          | Најбоље денс перформансе                | Номинација | [ 179 ] |
| 2010.                                       | Raymond V Raymond                                              | Албум године                            | Освојено   | [ 180 ] |
| 2010.                                       | Ашер                                                           | Најбољи мушки R&B/соул извођач          | Освојено   | [ 180 ] |
| 2012.                                       | Looking 4 Myself                                               | Албум године                            | Номинација | [ 181 ] |
| 2012.                                       | "Scream"                                                       | Најбоље денс перформансе                | Номинација | [ 181 ] |
| 2012.                                       | Ашер                                                           | Најбољи мушки R&B/соул извођач          | Номинација | [ 181 ] |
| 2012.                                       | "Climax"                                                       | Пјесма године                           | Номинација | [ 181 ] |
| 2012.                                       | "Climax"                                                       | Ашфорд и Симпсон награда за текстописце | Номинација | [ 181 ] |
| 2014.                                       |                                                                |                                         |            |         |
| New Flame (са Крисом Брауном и Риком Росом) | Најбоља сарадња                                                | Номинација                              | [ 182 ]    |         |
| New Flame (са Крисом Брауном и Риком Росом) | Видео године                                                   | Номинација                              | [ 182 ]    |         |
| "Good Kisser"                               | Видео године                                                   | Номинација                              | [ 182 ]    |         |
| "Good Kisser"                               | Најбоље денс перформансе                                       | Номинација                              | [ 182 ]    |         |
| 2016.                                       | Најбоље денс перформансе                                       | "No Limit" (са Young Thug)              | Номинација | [ 183 ] |
| 2016.                                       | Ашер                                                           | Најбољи мушки R&B/соул извођач          | Номинација | [ 184 ] |
| 2017.                                       | "Party" (са Крисом Брауном и Гучи Манеом)                      | Видео године                            | Номинација | [ 185 ] |
| 2017.                                       | "Party" (са Крисом Брауном и Гучи Манеом)                      | Најбоље денс перформансе                | Номинација | [ 185 ] |

## Тин чојс авордс
Тин чојс авордс је годишња церемонија додјеле награда, које организује телевизијска компанија Фокс. Награда се додјељује за највећа остварења из музике, филма, спорта, телевизије, море и других области; док побједника одлучују гледаоци између 11 и 20 године.
| Година | Номиновани/рад         | Награда                               | Резултат   | Реф.            |
| ------ | ---------------------- | ------------------------------------- | ---------- | --------------- |
| 2002.  | 8701                   | Чојс албум                            | Номинација | [ 186 ] [ 187 ] |
| 2002.  | "U Got It Bad"         | Чојс љубавна пјесма                   | Освојено   | [ 186 ] [ 187 ] |
| 2002.  | "U Don't Have To Call" | Чојс сингл                            | Номинација | [ 186 ] [ 187 ] |
| 2002.  | Ашер                   | Чојс R&B/хип хоп/реп извођач          | Освојено   | [ 186 ] [ 187 ] |
| 2002.  | Ашер                   | Чојс мушки извођач                    | Номинација | [ 186 ] [ 187 ] |
| 2002.  | Ашер                   | Чојс секси мушкарац                   | Номинација | [ 186 ] [ 187 ] |
| 2003.  | Ашер                   | Чојс секси мушкарац                   | Номинација | [ 188 ]         |
| 2003.  | Ашер                   | Чојс R&B/хип хоп/реп извођач          | Номинација | [ 188 ]         |
| 2003.  | Ашер                   | Чојс мушка модна икона                | Номинација | [ 188 ]         |
| 2004.  | "Yeah!"                | Чојс R&B пјесма                       | Освојено   | [ 189 ]         |
| 2004.  | "Yeah!"                | Чојс најбољи спој                     | Освојено   | [ 189 ]         |
| 2004.  | Confessions            | Чојс албум                            | Освојено   | [ 189 ]         |
| 2004.  | Ашер                   | Чојс R&B извођач                      | Освојено   | [ 189 ]         |
| 2005.  | Ашер                   | Чојс R&B извођач                      | Номинација | [ 190 ]         |
| 2005.  | Ашер                   | Чојс секси мушкарац                   | Номинација | [ 190 ]         |
| 2008.  | Ашер                   | Чојс R&B извођач                      | Номинација | [ 191 ]         |
| 2008.  | Ашер                   | Чојс мушки извођач                    | Номинација | [ 191 ]         |
| 2010.  | Ашер                   | Чојс мушки извођач                    | Номинација | [ 192 ]         |
| 2010.  | Ашер                   | Чојс R&B извођач                      | Номинација | [ 192 ]         |
| 2010.  | Raymond v. Raymond     | Чојс R&B албум                        | Номинација | [ 193 ]         |
| 2010.  | "OMG"                  | Чојс R&B пјесма                       | Освојено   | [ 194 ]         |
| 2012.  | Ашер                   | Чојс љетња музичка звијезда: Мушкарци | Номинација | [ 195 ]         |
| 2012.  | "Climax"               | Чојс пјесма за раскид                 | Номинација | [ 195 ]         |
| 2012.  | "Scream"               | Чојс љетња пјесма                     | Номинација | [ 195 ]         |
| 2012.  | "Without You"          | Чојс R&B/хип хоп пјесма               | Номинација | [ 196 ]         |

## TMF награде (Холандија)
TMF награде су годишње јавне награде за музичаре, које додјељује холандски музички канал TMF.
| Година | Номиновани рад   | Награда                        | Резултати  | Реф.    |
| ------ | ---------------- | ------------------------------ | ---------- | ------- |
| 2005.  | Ашер             | Најбољи мушкарац               | Освојено   | [ 197 ] |
| 2005.  | Ашер             | Међународни најбољи урбан      | Номинација | [ 198 ] |
| 2005.  | Ашер и Алиша Киз | Најбољи међународни видео клип | Номинација | [ 198 ] |

## VH1 награде Big in '04
VH1 Big in '04 је годишња додјела награда одржана 2004. године у Сједињеним Државама.
| Година | Номиновани рад | Награда                 | Резултати | Реф.    |
| ------ | -------------- | ----------------------- | --------- | ------- |
| 2004.  | Ашер           | Велики музички умјетник | Освојено  | [ 199 ] |

## Вајб награде
Часопис вајб додјељује своје годишње награде, које су у периоду од 2003. до 2006. године емитоване на телевизији UPN, док се од 2007. године емитује на телевизији VH1 Soul.
| Година | Номиновани/рад        | Награда                | Резултат   | Реф.    |
| ------ | --------------------- | ---------------------- | ---------- | ------- |
| 2004.  | Ашер                  | R&B Глас године        | Освојено   | [ 200 ] |
| 2004.  | Ашер                  | Извођач године         | Номинација | [ 201 ] |
| 2004.  | "Yeah!"               | Клупски извођач године | Номинација | [ 201 ] |
| 2004.  | "Yeah!"               | Нјабоља сарадња        | Номинација | [ 201 ] |
| 2004.  | "Confessions Part II" | R&B Пјесма године      | Номинација | [ 201 ] |

## Свјетске музичке награде
Свјетске музичке награде додјељују се од 1989. године, на међународној церемонији на којој се одаје поштовање музичарима, базирано на њиховој продаји широм свијета. Награде додјељује Међународна федерација фонографске индустрије.
| Година | Номиновани/рад   | Награда                             | Резултат   | Реф.    |
| ------ | ---------------- | ----------------------------------- | ---------- | ------- |
| 2004.  | Ашер             | Најбољи свјетски мушки извођач      | Освојено   | [ 202 ] |
| 2004.  | Ашер             | Најбољи свјетски мушки поп извођач  | Освојено   | [ 202 ] |
| 2004.  | Ашер             | Најбољи свјетски мушки R&B извођач  | Освојено   | [ 202 ] |
| 2005.  | Ашер             | Најбољи свјетски мушки извођач      | Освојено   | [ 203 ] |
| 2005.  | Ашер             | Најбољи свјетски мушки поп извођач  | Номинација | [ 204 ] |
| 2005.  | Ашер             | Свјетски најпродаванији R&B извођач | Номинација | [ 204 ] |
| 2008.  | Ашер             | Свјетски најпродаванији R&B извођач | Номинација | [ 205 ] |
| 2014   | Ашер             | Најбољи свјетски забављач године    | Номинација | [ 206 ] |
| 2014   | Ашер             | Најбољи свјетски мушки извођач      | Номинација | [ 206 ] |
| 2014   | Ашер             | Најбољи свјетски уживо наступ       | Номинација | [ 206 ] |
| 2014   | Looking 4 Myself | Најбољи свјетски албум              | Номинација | [ 206 ] |
| 2014   | "Scream"         | Најбоља свјетска пјесма             | Номинација | [ 206 ] |
| 2014   | "Scream"         | Најбољи свјетски видео              | Номинација | [ 206 ] |

## Награда млади Холивуда
Награда млади Холивуда је награда која се додјељује сваке године за највећа остварења из области поп музике, филма, спорта, телевизије, моде и других области. Побједнике бирају гласањем тинејџери, између 13 и 19 година.
| Година | Номиновани/рад | Награда                     | Резултат | Реф.    |
| ------ | -------------- | --------------------------- | -------- | ------- |
| 2001.  | Ашер           | Један за гледање - Мушкарац | Освојено | [ 207 ] |